# Hadromerida
Ordre
Les Hadromerida forment un ordre d'éponges marines. Cet ordre n'est plus accepté par certaines autorités taxinomiques comme World Register of Marine Species qui en fait un synonyme de la sous-classe Heteroscleromorpha. 
Certaines éponges de cet ordre sont consommées par les tortues imbriquées.

## Liste des familles
Selon ITIS:
- famille Acanthochaetetidae Fischer, 1970
- famille Alectonidae Rosell, 1996
- famille Choanitidae
- famille Clionaidae d'Orbigny, 1851
- famille Hemiasterellidae Lendenfeld, 1889
- famille Placospongiidae Gray, 1867
- famille Polymastiidae Gray, 1867
- famille Sollasellidae Lendenfeld, 1887
- famille Spirastrellidae Ridley et Dendy, 1886
- famille Stylocordylidae Topsent, 1892
- famille Suberitidae Schmidt, 1870
- famille Tethyidae Gray, 1848
- famille Timeidae Topsent, 1928
- famille Trachycladidae Hallmann, 1917